# Вонжуга (посёлок)
Вонжуга — поселок в Устьянском районе Архангельской области.

## География
Находится в южной части Архангельской области на расстоянии приблизительно 103 км на восток по прямой от административного центра района поселка Октябрьский у одноименного остановочного пункта Северной железной дороги.

## История
Поселок появился при станции Вонжуга, открытой в 1942 году. До 2022 года входил в Киземское сельское поселение до его упразднения.

## Население
Численность населения: 86 человек (русские 84 %) в 2002 году, 30 в 2010.